# زپلین-لیندائو آر اس ۲
زپلین-لیندائو آر اس ۲ (به انگلیسی: Zeppelin-Lindau_Rs.II) یک هواگرد از نوع هواگرد گشت دریایی و قایق پرنده ساخت شرکت لوفت‌شیفباو زپلین در آلمان است. در مجموع، تعداد ۱ فروند از این هواگرد ساخته شده‌است.
طراح این هواگرد، کلاود دورنیر مهندس آلمانی بود.